# Psectrocladius aquatronus
Psectrocladius aquatronus är en tvåvingeart som beskrevs av Sasa 1979. Psectrocladius aquatronus ingår i släktet Psectrocladius och familjen fjädermyggor. Inga underarter finns listade i Catalogue of Life.